# 沃盧西亞縣
沃盧西亞縣（英語：Volusia County）是美國佛羅里達州中东部的一個縣，介于圣约翰河与大西洋之间，距离奥兰多50英里、肯尼迪航天中心60英里、杰克逊维尔89英里。根据2020年美国人口普查，该县总人口为553,543人。沃卢西亚县属于德尔托纳-代托纳比奇-奥蒙德比奇大都市统计区，并同时是奥兰多-德尔托纳-代托纳比奇联合统计区的一部分。该县总面积为1,432平方英里，其中陆地面积1,101平方英里，水域面积331平方英里。
沃卢西亚县成立于1854年12月29日，县名来源于当时的最大社区沃卢西亚。县治设在德兰，而最大城市为德尔托纳。该县东临大西洋，拥有47英里的海岸线，其中代托纳比奇、奥蒙德比奇和新士麦那比奇是最著名的滨海城市。沃卢西亚县的西部与圣约翰河接壤，沿岸拥有多个公园和野生动物保护区，尤其以垂钓鲈鱼闻名。县治德兰则展现出浓厚的美国南部风格，其历史悠久的市中心被评为全美最佳市中心之一，拥有众多古董店、特色餐厅和历史建筑。
沃卢西亚县不仅以迷人的海滩著称，还因赛车文化闻名于世。美国早期汽车工业的先驱路易斯·雪佛兰和亨利·福特曾在这里进行测试和比赛，发现当地硬质沙滩非常适合汽车速度竞赛，奥蒙德比奇因此被誉为“速度的诞生地”（Birthplace of Speed）。至今代托纳国际赛道依然是全球最重要的赛车场地之一，每年举办世界知名的代托纳500赛事，全国改装赛车竞赛协会（NASCAR）总部亦位于代托纳比奇。此外，该县还拥有杰基·罗宾逊棒球场，这是佛罗里达州首个允许传奇黑人球员杰基·罗宾逊参加比赛的球场。该球场目前是小联盟棒球队代托纳海龟队的主场。
沃卢西亚县的经济以汽车、保险、科技和制造业为主。此外，该县还是美国主要的军工与技术中心之一。位于德莱昂斯普林斯的斯巴顿公司（Sparton）是全球最大声纳浮标生产商，位于代托纳比奇的特励达海洋公司（Teledyne Marine）是海底光纤和电气连接系统的著名制造商。此外，夏威夷热带（Hawaiian Tropic）防晒产品在奥蒙德比奇生产，而波士顿捕鲸者（Boston Whaler）、埃奇沃特快艇（Edgewater Power Boats）和大沼泽快艇（Everglades Boats）等船舶制造公司均位于该县的埃奇沃特（Edgewater）。